# اس‌ام‌اس جی۴۰
اس‌ام‌اس جی۴۰ (به انگلیسی: SMS G40) یک کشتی بود که طول آن 79.5 meters بود. این کشتی در سال ۱۹۱۵ ساخته شد.